# Bashiru Gambo
Bashiru Gambo (ur. 24 września 1978 w Kumasi) – piłkarz ghański grający na pozycji napastnika.  Od 2011 roku jest zawodnikiem klubu VfR Mannheim.

## Kariera klubowa
Karierę piłkarską Gambo rozpoczął w klubie King Faisal Babes z rodzinnego Kumasi. W 1995 roku awansował do kadry pierwszej drużyny i w sezonie 1995/1996 zadebiutował w niej w ghańskiej Premier League. W King Faisal Babes grał przez dwa sezony.
W 1997 roku Gambo podpisał kontrakt z Borussią Dortmund. 11 listopada 1997 roku zadebiutował w Bundeslidze w przegranym 0:2 domowym meczu z Bayernem Monachium. Zawodnikiem Borussii był do 2002 roku. W pierwszym zespole rozegrał łącznie 8 ligowych meczów i przez cały pobyt w Borussii grał głównie w rezerwach.
W 2002 roku Gambo odszedł z Borussii do SSV Reutlingen 05, grającego w 2. Bundeslidze. W zespole tym zadebiutował 11 sierpnia 2002 w wyjazdowym meczu z Rot Weiss Ahlen (0:2). W Reutlingen występował przez jeden sezon.
W 2003 roku Gambo przeszedł do innego drugoligowca, Karlsruher SC. Swój debiut w nim zanotował 15 września 2003 w meczu z Arminią Bielefeld (1:3). W zespole z Karlsruhe grał przez rok.
W 2004 roku Gambo został zawodnikiem Wydadu Casablanca. Po pół roku gry w Maroku wrócił do Niemiec i został zawodnikiem Stuttgarter Kickers. W 2009 roku przeszedł do FC Erzgebirge Aue, a w sezonie 2010/2011 grał w SSV Jahn Ratyzbona. W 2011 roku został piłkarzem VfR Mannheim.
| Sezon   | Klub                 | Kraj   | Rozgrywki             | Mecze | Bramki |
| ------- | -------------------- | ------ | --------------------- | ----- | ------ |
| 1995/96 | King Faisal Babes    | Ghana  | Premier League        | ?     | ?      |
| 1996/97 | King Faisal Babes    | Ghana  | Premier League        | ?     | ?      |
| 1997/98 | Borussia Dortmund    | Niemcy | Bundesliga            | 6     | 0      |
| 1998/99 | Borussia Dortmund II | Niemcy | Regionalliga          | 27    | 8      |
| 1999/00 | Borussia Dortmund    | Niemcy | Bundesliga            | 2     | 0      |
| 1999/00 | Borussia Dortmund II | Niemcy | Regionalliga          | 31    | 6      |
| 2000/01 | Borussia Dortmund II | Niemcy | Regionalliga          | 30    | 6      |
| 2001/02 | Borussia Dortmund II | Niemcy | Regionalliga          | 20    | 2      |
| 2002/03 | SSV Reutlingen 05    | Niemcy | 2. Fußball-Bundesliga | 33    | 3      |
| 2003/04 | Karlsruher SC        | Niemcy | 2. Fußball-Bundesliga | 5     | 0      |
| 2004/05 | Wydad Casablanca     | Maroko | GNF 1                 | ?     | ?      |
| 2004/05 | Stuttgarter Kickers  | Niemcy | Regionalliga          | 10    | 1      |
| 2005/06 | Stuttgarter Kickers  | Niemcy | Regionalliga          | 25    | 4      |
| 2006/07 | Stuttgarter Kickers  | Niemcy | Regionalliga          | 27    | 9      |
| 2007/08 | Stuttgarter Kickers  | Niemcy | Regionalliga          | 28    | 4      |
| 2008/09 | Stuttgarter Kickers  | Niemcy | 3. Liga               | 33    | 5      |
| 2009/10 | FC Erzgebirge Aue    | Niemcy | 3. Liga               | 12    | 0      |
| 2010/11 | SSV Jahn Ratyzbona   | Niemcy | 3. Liga               | 10    | 0      |
| 2011/12 | VfR Mannheim         | Niemcy | Oberliga              |       |        |

## Kariera reprezentacyjna
W reprezentacji Ghany Gambo zadebiutował w 2000 roku. Od 2000 do 2003 roku rozegrał w niej 4 mecze.
Gambo grał też w reprezentacjach młodzieżowych. W 1995 roku wystąpił z kadrą U-17 na Mistrzostwach Świata U-17 w Ekwadorze. Ghana wygrała ten turniej, a Gambo zdobył na nim jedną bramkę, w grupowym meczu z Ekwadorem (2:1). Z kolei w 1997 roku zagrał z kadrą U-20 na młodzieżowych Mistrzostwach Świata. Ghana zajęła na nich 4. miejsce, a Gambo strzelił gola w meczu grupowym z Irlandią.